# Viktor Buysse
Viktor Buysse (30 november 2000) is een Belgisch basketballer.

## Carrière
Buysse speelde in de jeugd van Basket Sijsele, hij speelde bij de ploeg tot in 2019. In 2019 ging hij spelen voor de tweede ploeg van BC Oostende en speelde er een seizoen. In 2020 keerde hij terug naar Basket Sijsele en speelde er tot in 2023.  In 2023 maakte hij de overstap op dubbele licentie naar Okapi Aalst als vervanger van de geblesseerde Thibaut Platteeuw en speelde ook voor BBC Falco Gent waarmee hij de finale van de tweede klasse verloor tegen LDP Donza.

## Privéleven
Buysse komt uit een basketballende familie zijn neef Simon Buysse is ook een basketballer. Daarnaast waren Viktors vader Geert, zijn nonkels Rik, Danny en Luc ook basketballers.